# Valerie Briscoová-Hooksová
Valerie Ann Brisco-Hooks (* 6. července 1960 Greenwood, Mississippi) je bývalá americká atletka, sprinterka, trojnásobná olympijská vítězka z roku 1984.

## Sportovní kariéra
Patřila k nejúspěšnějším sportovcům na olympiádě v Los Angeles v roce 1984. Zvítězila zde v bězích na 200 i 400 metrů a byla rovněž členkou vítězné štafety USA na 4 × 400 metrů. Na olympiádě v Soulu v roce 1988 vybojovala stříbrnou medaili na 4 × 400 metrů. Ve stejné disciplíně získala na světovém šampionátu v Římě v roce 1987 bronzovou medaili.